# Patofiziologija
Patofiziologija ili fiziopatologija (od starogrčkog πάθος, pathos i φυσιολογία phusiologia) je pojam koji združuje patologiju i fiziologiju. Patologija je grana medicinske nauke koja opisuje stanja koja mogu da se opserviraju u toku bolesti, dok je fiziologija biološka disciplina koja opisuje procese ili mehanizme koji funkcionišu u organizmu.  Patologija opisuje poremećeno ili neželjeno stanje, dok patofiziologija pokušava da objasni fiziološke procese ili mehanizme kod kojih se takvo stanje razvija i napreduje.
Patofiziologija može da označava i funkcionalne promene uzrokovane ili povezane sa bolešću ili povredom.